# Hasan Mahboob
Hasan Mahboob, född 31 december 1981, är en friidrottare från Bahrain. Han deltog vid olympiska sommarspelen 2008.